# Нгуен Хон Шон
Нгуен Хон Шон (вьет. Nguyễn Hồng Sơn); 9 октября 1970, Ханой, Северный Вьетнам) — вьетнамский футболист, полузащитник, тренер.

## Карьера
Шон — воспитанник клуба «Тхеконг» (также известного как «армейский клуб»). В 1988 году стал игроком первой команды, а в 1993 году получил первый вызов в национальную сборную Вьетнама. Первоначально Хон Шон играл на позиции нападающего, а затем стал вингером. В 1990 году получил звание лучшего бомбардира национального чемпионата. Вместе с национальной сборной стал серебряным призёром XVIII и XX Игр Юго-Восточной Азии. Также в 1998 году стал бронзовым призёром чемпионата АСЕАН с клубом, а годом ранее завоевал бронзу на XIX играх Юго-Восточной Азии. В 1998 получил приз «игрок года АСЕАН», а в августе того же года — «игрок месяца Азии», также став обладателем «вьетнамского золотого мяча».

## Достижения

### Личные
- Лучший футболист Вьетнама: 1998, 2001